# Художній музей (Лодзь)
Музей мистецтв у Лодзі, або Ло́дзький мистецький музе́й (пол. Muzeum Sztuki w Łodzi) — польський художній музей у Лодзі, визначальною діяльністю якого є дослідження та представлення авангардного мистецтва і прогресивних художніх явищ. Один із найстаріших сучасних музеїв, що колекціонують зразки авангардизму.
Заснований у 1930 році. Первісна назва музею звучала як Музей історії і мистецтва ім. Юліана і Казимира Бартошевичів. Довіривши в 1935 році керівництво музею д-ру Мар'янові Мініху, було розширено колекцію творами, яку доповнили образ польського сучасного мистецтва, насамперед польських формістів, львівської групи сюрреалістів Artes, а також представницьких творів Янкеля Адлера і Кароля Гіллера. Під нинішньою назвою музей працює з 1950 року. Внесений у Державний реєстр музеїв під № 53 у 1998 році.
Музей мистецтв у Лодзі має три філіали: ms1, ms2 та філіал у відреставрованій резиденції Едварда Гербста. У філіалах ms1 та ms2 представлені твори мистецтва XX-XXI століть: живопис, скульптура, графіка, фотографії, просторові об’єкти. У третьому філіалі музею експонується колекція старовинного європейського мистецтва, яка охоплює живопис, графіку та скульптури, створені в період з XVI по XX століття.